# Goephanes pictipennis
Goephanes pictipennis är en skalbaggsart som beskrevs av Stefan von Breuning 1961. Goephanes pictipennis ingår i släktet Goephanes och familjen långhorningar.
Artens utbredningsområde är Madagaskar. Inga underarter finns listade i Catalogue of Life.